# شورلت آوالانچ

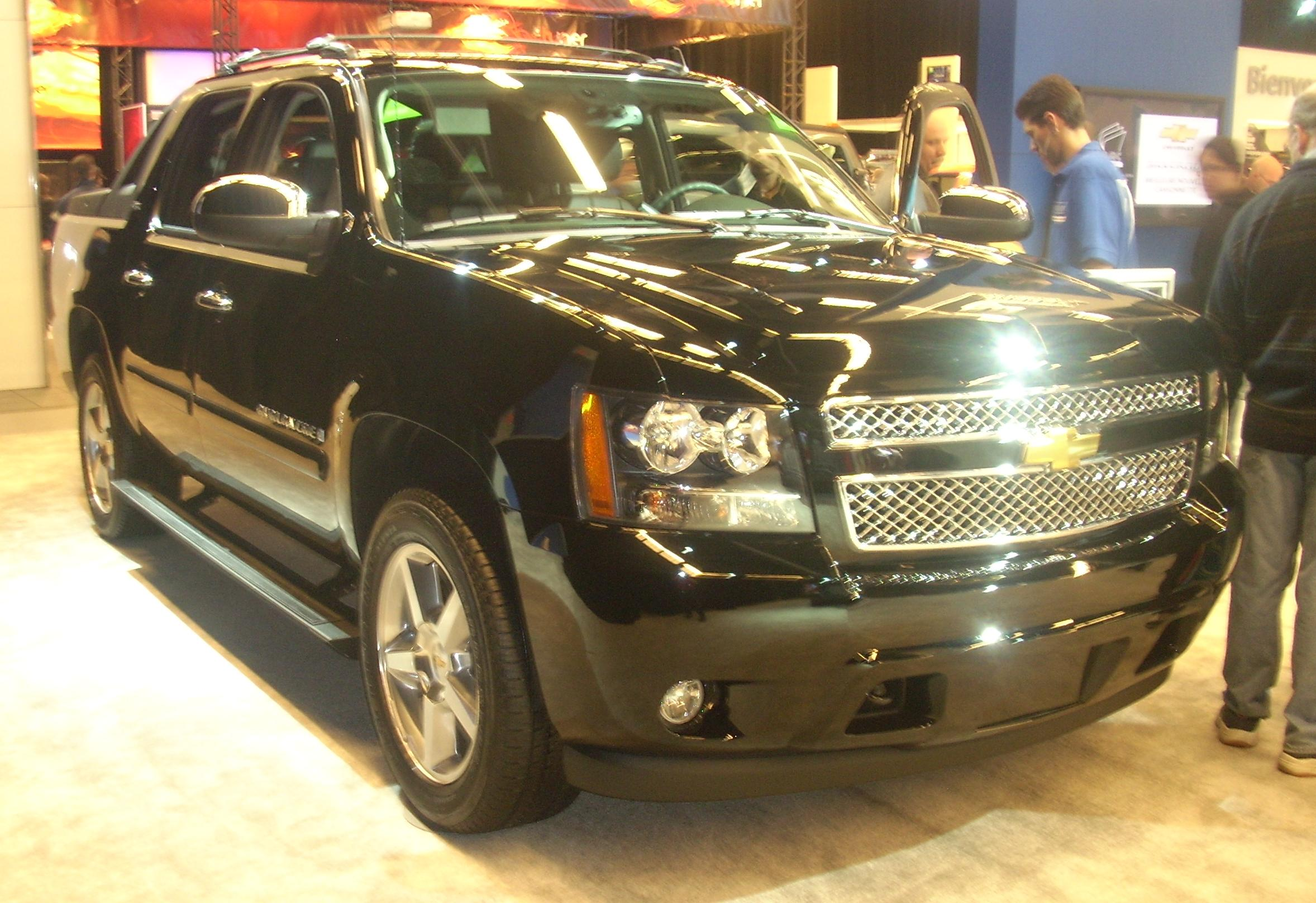

شورلت آوالانچ یا شورلت آوالانش (به انگلیسی: Chevrolet Avalanche) یکی از مدل‌های وانت سنگین شرکت خودروسازی شورلت است.